# Distretto di Prasat
Il distretto di Prasat (in thailandese: ปราสาท) è un distretto (amphoe) della Thailandia, situato nella provincia di Surin.